# Serena (film)
Serena je francouzsko-americké drama z roku 2014 založené na stejnojmenné novele od spisovatele Rona Rashe. Režisérkou filmu je Susanne Bier a v hlavních rolích se objevují Jennifer Lawrenceová a Bradley Cooper jako novomanželé z dřevařského průmyslu ve třicátých letech v Jižní Karolíně.
Film se natáčel v roce 2012 v České republice v barrandovských studiích. Světová premiéra proběhla dne 13. října 2014 na BFI London Film Festival, ve Spojených státech film přijde do kin 26. února 2015.

## Děj filmu
V době velké krize v Jižní Karolíně se George Pemberton snaží zachovat budoucnost svého podnikání se dřevem. Jeho život se ještě více zkomplikuje, když se jeho žena Serena dozví, že nemůže mít děti.

## Hrají
| Bradley Cooper       | George Pemberton |
| Jennifer Lawrenceová | Serena Pemberton |
| Rhys Ifans           | Galloway         |
| Sean Harris          | Campbell         |
| Toby Jones           | šerif McDowell   |
| Sam Reid             | Vaughn           |
| David Dencik         | Buchanan         |
| Blake Ritson         | Lowenstein       |
| Ned Dennehy          | Ledbetter        |
| Charity Wakefield    | Agatha           |
| Michael Ryan         | Coldfield        |
| Ana Ularu            | Rachel           |
| Kim Bodnia           |                  |